# حشرة قشرية
الحشرات القشرية (الاسم العلمي: Hemiptera)، هي حشرات صغيرة من رتبة نصفيات الأجنحة والتي تصنف بشكل عام على أنها العائلة الفائقة القرمزيات (Coccoidea). وهناك حوالي 8000 نوع من الحشرات القشرية.

## علم البيئة
ومعظم الحشرات القشرية هي طفيليات (parasite) على النباتات، وتتغذى على النسغ الخارج مباشرة من النظام الوعائي للنباتات. وهناك أنواع قليلة تتغذى على الرقع الفطرية الفطريات (fungi)، مثل، بعض الأنواع في الجنسنيوستيديا (Newsteadia) في عائلة أورثيزيدا. والحشرات القشرية تتنوع بشكل كبير في مظهرها عن الكثير من الحيوانات الصغيرة (1–2 mm) التي تحدث تحت الأغطية الشمعية (البعض يشبه صدفات المحار)، إلى أجسام لامعة تشبه اللؤلؤ (حوالي 5 mm)، لمخلوقات مغطاة بالشمع الدقيقي. وإناث الحشرات البالغة في الغالب لا تتحرك (بخلاف البق الدقيقي) ودائما معلقة بالنباتات التي تتطفل عليها. وهي تفرز غطاء شمعيا للدفاع عن نفسها؛ وهذا الغطاء يجعلها مثل أو الزواحف القشرية أو القشريات السمكية، ومن هنا جاء اسمها.
والحشرات القشرية تتغذى على مجموعة كبيرة من النباتات، والكثير من أنواع الحشرات القشرية يعتبر حيوانات. وبعض الأنواع تعتبر ذات قيمة اقتصادية، مثل القرمز (cochineal)، والقرمز اللامع (Polish cochineal) والحشرات الصمغية (lac scale)، والغطاء الشمعي للحشرات القشرية يجعلها مقاومة للمبيدات الحشرية (pesticide)، والتي تكون فعالة فقط ضد الطور الأول حورية مرحلة الزحف. ومع ذلك فإن الحشرات القشرية غالبا ما يتم التحكم فيها من خلال الزيت البستاني، الذي خنق هذه الحشرات، أو من خلال التحكم البيولوجي.
وبعض أنواع الحشرات القشرية تنشأ بطريقة تكافلية مع بعض أنواع النمل.

## الوصف
الحشرات القشرية تظهر ازدواجا جنسيا كبيرًا جدا. وإناث الحشرات القشرية، وعادة نصفيات الأرجل، تحتفظ بشكل خارجي غير ناضج من ناحية النضج الجنسي (استدامة المرحلة اليرقية (neoteny)). والذكور البالغة يمكن أن يكون لها أجنحة ولكنها في هذه الحالة لا تتغذى أبدًا وتموت خلال يوم أو يومين. وذكور الحشرات القشرية قد تكون لها أجنحة أو بدون أجنحة، حسب أنواعها. والأنواع التي يكون للذكور فيها أجنحة تكون معتادة بين الحشرات، وفي هذه الحالة فإنها تمتلك بشكل عام زوجًا واحدًا من الأجنحة العاملة بالكامل. وفي هذا، فإنها تشبه (fly) الذباب الحقيقي (ثنائيات الأجنحة). ومع ذلك، فإن مستودعات اللقاح في ذيلها لا تشبه أي شيء في موروفولجيا الذباب. وأجنحتها الخلفية (مؤخرة الحلق) ((Metathorax)) تقل بشكل عام حتى نقطة يمكن رؤيتها بشكل عام. وفي بعض الأنواع يكون للأجنحة الخلفية خطاطيف (hamuli)، خطاطيف، تجمع الأجنحة الخلفية بالأجنحة الرئيسية، وهذه الحالة ترتبط عادة بغشائيات الأجنحة. والأجنحة لاوظيفية في الغالب تقل إلى نقطة يشار إليها فيها باسم الأثقال(halteres) أو الأثقال الزائفة (pseudohalteres). وليس من الواضح في الوقت الحالي إلى أي مدى يكون للأثقال الزائفة أية وظيفة تحكم فرعية لتتناسب مع الأثقال الزائفة (Diptera) الذباب.
الطور الأول لمعظم أنواع الحشرات القشرية يظهر من البيضة مع القدمين الوظيفيتين وهي تسمى بشكل غير رسمي «بالزواحف». وهي تزحف في المكان فورًا بحثا عن بقعة مفضلة للاستقرار عليها والغذاء عليها. وفي معظم الأنواع، تؤخر الاستقرار حتى تجوع، أو حتى تقذف بعيدًا بفعل الريح على ما هو من المفترض أن يكون نباتًا، حيث يمكن أن تقيم مستعمرة منفصلة عن الأبوين. وهناك الكثير من الاختلافات على هذه الموضوعات، مثل الحشرات القشرية التي ترتبط بأنواع النمل التي تعمل كقطعان وتحمل الصغار لمواقع محمية ومفضلة للغذاء. وفي كلتا الحالتين، فإن الكثير من أنواع الزواحف، عند تغيير جلدها، تفقد استخدام قدميها إذا كانت من الإناث، وتظل موضوعة للحياة. والذكور فقط هي التي تحتفظ بقدميها وتستخدمهما في السعي وراء الإناث أو التزاوج.
وتفاصيل أنظمتها التناسلية تختلف بشكل كبير داخل المجموعة، بما في ذلك الخنثى (hermaphroditism) وهناك على الأقل سبعة أشكال من التوالد العذري(parthenogenesis).

## علم التصنيف
العائلات الرئيسية للحشرات القشرية هي:
- عائلة اللؤلؤيات (Margarodidae) - الحشرات القطنية، والكوكسيدات العملاقة واللؤلؤ الأرضي
- ثنائيات الترس (Diaspididae) - الحشرات القشرية المدرعة
- داكتيلوفيدا (Dactylopiidae) - كوتشينيال (cochineal)
- كيريدا (Kerriidae) - الحشرات الصمغية (lac scales)
- المغافير (Coccidae) - الحشرات القشرية اللينة (soft scales)
- قرمزيات التين (Asterolecaniidae) - الحشرات المنقطة (pit scales)
- (Mealybug) البق الدقيقي (Pseudococcidae) - البق الدقيقي
- الكرويات القطنية (Eriococcidae) - الحشرات الملبدة (felted scales)

عدد العائلات الأخرى يعرف من الحفريات (fossils) فقط، بما في ذلك أرنولديدا (Arnoldidae), إلكتروكوكسيدا (Electrococcidae), جريماليليدا (Grimaldiellidae), جرونيدا (Grohnidae), هامونو كوكسيدا (Hammanococcidae), إنكيدا (Inkaidae), جرسيكوكسيدا (Jersicoccidae), كوكاسبيديدا (Kukaspididae), لابيوكوكسيدا (Labiococcidae), ليبانوكوكسيدا (Lebanococcidae), ليثيوانيكوكسيدا (Lithuanicoccidae), بيليجولانيدا (Pennygullaniidae), سيرافينيدا (Serafinidae)، ويتسكاتيدا (Weitschatidae).

## وصلات خارجية
- [<a href="http://www.sel.barc.usda.gov/scalenet/scalenet.htm">http://www.sel.barc.usda.gov/scalenet/scalenet.htm</a> ScaleNet homepage]
- [<a href="http://gardenbees.com/biological%20control/revolution.htm">http://gardenbees.com/biological%20control/revolution.htm</a> Cottony cushion scale: the pest that launched a pest control revolution]
- [<a href="http://nlbif.eti.uva.nl/bis/diaspididae.php">http://nlbif.eti.uva.nl/bis/diaspididae.php</a> Diaspididae of the World]
- [<a href="http://www.agri.gov.il/en/pages/10.aspx">http://www.agri.gov.il/en/pages/10.aspx نسخة محفوظة 30 سبتمبر 2020 على موقع واي باك مشين.</a> Scale Insect Forum]
- [<a href="http://entomology.ifas.ufl.edu/fasulo/woodypest/scales.htm">http://entomology.ifas.ufl.edu/fasulo/woodypest/scales.htm نسخة محفوظة 26 فبراير 2009 على موقع واي باك مشين.</a> Scales of southerastern U.S. woody ornamentals]

On the جامعة فلوريدا / Institute of Food and Agricultural Sciences Featured Creatures website:
- [<a href="http://entomology.ifas.ufl.edu/creatures/orn/scales/red_wax_scale.htm">http://entomology.ifas.ufl.edu/creatures/orn/scales/red_wax_scale.htm</a> Ceroplastes rubens, red wax scale ]
- [<a href="http://entomology.ifas.ufl.edu/creatures/orn/scales/fig_wax_scale.htm">http://entomology.ifas.ufl.edu/creatures/orn/scales/fig_wax_scale.htm</a> Ceroplastes rusci, fig wax scale]
- [<a href="http://entomology.ifas.ufl.edu/creatures/orn/scales/green_scale.htm">http://entomology.ifas.ufl.edu/creatures/orn/scales/green_scale.htm</a> Coccus viridia, green scale]
- [<a href="http://entomology.ifas.ufl.edu/creatures/orn/scales/tessellated_scale.htm">http://entomology.ifas.ufl.edu/creatures/orn/scales/tessellated_scale.htm</a> Eucalymnatus tessellatus, tessellated scale]
- [<a href="http://entomology.ifas.ufl.edu/creatures/orn/palms/red_date_scale.htm">http://entomology.ifas.ufl.edu/creatures/orn/palms/red_date_scale.htm</a> Phoenicoccus marlatti, red date scale]